# جري عروان (السبرة)

تعديل مصدري - تعديل

جري عروان هي إحدى قرى عزلة عروان بمديرية السبرة التابعة لمحافظة إب، بلغ تعداد سكانها 744 نسمة حسب تعداد اليمن لعام 2004.